# Symbrenthia intricata
Symbrenthia intricata är en fjärilsart som beskrevs av Hans Fruhstorfer 1897. Symbrenthia intricata ingår i släktet Symbrenthia och familjen praktfjärilar. Inga underarter finns listade i Catalogue of Life.